# Herbert Taschner
Herbert Taschner (* 21. Juli 1926 in München; † 18. November 1994 in Bad Aibling) war ein deutscher Filmeditor.

## Leben
Taschner absolvierte von 1940 bis 1943 in München eine Ausbildung zum Werkzeugmacher und Feinmechaniker und kam im Frühjahr 1943 als Funker zur Kriegsmarine. Nach dem Krieg begann er 1946 bei der Bavaria Film zu arbeiten, wo er zunächst als Beleuchter an mehreren Filmen beteiligt war.
1947 begann er im Kopierwerk der Bavaria ein Volontariat und ließ sich zum Kameramann ausbilden. Er wirkte bis 1952 als Kameraassistent bei verschiedenen Kameramännern, besonders Richard Angst. Ende 1950 begann er eine Ausbildung im Filmschnitt und arbeitete ab 1951 als Schnittassistent.
Ende 1953 war er bei dem Heimatfilm Hochzeitsglocken erstmals als Schnittmeister verantwortlich. Die Art der von Taschner bearbeiteten Filme entsprach weitgehend der jeweils vorgegebenen Zeitströmung des deutschen Films. Auf Heimatfilme in den Fünfzigern folgten Abenteuerfilme in den Sechzigern sowie Sexfilme in den siebziger Jahren. Insbesondere mehrere Folgen der erfolgreichen Schulmädchen-Report-Reihe wurden von ihm in die Endfassung gebracht. Zuletzt war er Editor der ZDF-Krimiserie SOKO 5113. Er war vorübergehend mit der Berufskollegin Ingeborg Taschner verheiratet. Sein Sohn ist der Schauspieler und Synchronsprecher Kai Taschner (* 1957).
1994 starb Taschner im Alter von 68 Jahren in Bad Aibling.

## Filmografie
- 1954: Hochzeitsglocken
- 1954: Das Bekenntnis der Ina Kahr
- 1955: Der letzte Akt
- 1955: Es geschah am 20. Juli
- 1955: Zwei Herzen und ein Thron
- 1955: Suchkind 312 (1955)
- 1955: Der Schmied von St. Bartholomä
- 1956: Durch die Wälder, durch die Auen
- 1957: Kleiner Mann – ganz groß
- 1957: Die Zwillinge vom Zillertal
- 1957: Der Bauerndoktor von Bayrischzell
- 1959: Die Wahrheit über Rosemarie
- 1960: Endstation Rote Laterne
- 1960: Der Satan lockt mit Liebe
- 1960: Schick deine Frau nicht nach Italien
- 1960: Der Gauner und der liebe Gott
- 1961: Treibjagd auf ein Leben
- 1961: Der grüne Bogenschütze
- 1962: Das Rätsel der roten Orchidee
- 1962: Haß ohne Gnade
- 1962: Heißer Hafen Hongkong
- 1962: Zwischen Schanghai und St. Pauli
- 1962: Kohlhiesels Töchter
- 1963: Der schwarze Panther von Ratana
- 1963: Die Flußpiraten vom Mississippi
- 1964: Weiße Fracht für Hongkong
- 1964: Das Geheimnis der chinesischen Nelke
- 1964: Die Goldsucher von Arkansas
- 1964: Die Diamantenhölle am Mekong
- 1965: Die schwarzen Adler von Santa Fe
- 1965: Der Fluch des schwarzen Rubin
- 1965: Die letzten Drei der Albatros
- 1966: Fünf vor 12 in Caracas (Inferno a Caracas)
- 1966: Lotosblüten für Miss Quon
- 1967: Eine Handvoll Helden
- 1968: Der Turm der verbotenen Liebe
- 1968: Lady Hamilton – Zwischen Schmach und Liebe
- 1969: Ich bin ein Elefant, Madame
- 1969: Madame und ihre Nichte
- 1969: Die jungen Tiger von Hongkong
- 1969: Die Engel von St. Pauli
- 1970: Hilfe, mich liebt eine Jungfrau
- 1971: Der neue heiße Report: Was Männer nicht für möglich halten
- 1971: Der neue Schulmädchen-Report. 2. Teil: Was Eltern den Schlaf raubt
- 1971: Urlaubsreport – Worüber Reiseleiter nicht sprechen dürfen
- 1971: Jürgen Roland’s St. Pauli-Report
- 1972: Schulmädchen-Report. 3. Teil: Was Eltern nicht mal ahnen
- 1972: Mädchen, die nach München kommen
- 1972: Schulmädchen-Report. 4. Teil: Was Eltern oft verzweifeln läßt
- 1973: Liebe in drei Dimensionen
- 1973: Das Mädchen von Hongkong
- 1973: Schulmädchen-Report. 5. Teil: Was Eltern wirklich wissen sollten
- 1973: Schulmädchen-Report. 6. Teil: Was Eltern gern vertuschen möchten
- 1973: Schlüsselloch-Report
- 1973: Zinksärge für die Goldjungen
- 1974: Schulmädchen-Report. 7. Teil: Doch das Herz muß dabei sein
- 1974: Wenn die prallen Möpse hüpfen
- 1974: Ein toter Taucher nimmt kein Gold
- 1975: Schulmädchen-Report. 9. Teil: Reifeprüfung vor dem Abitur
- 1977: Schulmädchen-Report. 11. Teil: Probieren geht über Studieren
- 1978: Schulmädchen-Report. 12. Teil: Wenn das die Mammi wüßte
- 1979: Steiner – Das Eiserne Kreuz, 2. Teil
- 1980: Schulmädchen-Report 13. Teil: Vergiß beim Sex die Liebe nicht